# ماري بيير ري
ماري بيير ري ، ولدت سنة 1961، مؤرخة وعالمة سياسية فرنسية و هي تعمل في العلاقات الدولية و كانت متخصصة في روسيا .